# Fredrik Hansen
Fredrik Hansen  (nacido el 13 de junio de 1979) es un obispo católico noruego, titular de la Diócesis de Oslo desde el 16 de julio de 2025.

## Primeros años de vida
Fredrik Hansen nació el 13 de junio de 1979 en el seno de una familia evangélica-luterana, miembro de la Iglesia de Noruega.  A los 19 años se convirtió al catolicismo, recibiendo su ingreso en la Iglesia Católica el 27 de diciembre de 1999.
Cursó estudios en la Escuela Secundaria Brunia y posteriormente en la Universidad de Oslo.

## Ministerio sacerdotal
Posteriormente cursó estudios de filosofía y teología en el Seminario Allen Hall y el Heythrop College de Londres.  Fue ordenado diácono el 1 de julio de 2006 y, el 21 de abril de 2007, recibió la ordenación sacerdotal, quedando incardinado en la Diócesis de Oslo.
Tras su ordenación sacerdotal, desempeñó diversos cargos, entre ellos:
- Secretario privado del obispo de Oslo (2007-2011)
- Prorrector del Seminario de San Eystein (2008-2011)
- Secretario del Consejo de Obispos Católicos de Noruega (2009-2011)
- Juez del Tribunal de la Diócesis Católica de Oslo (2011-2016)

En 2013 obtuvo el doctorado en Derecho Canónico por la Pontificia Universidad Gregoriana de Roma.  Durante su permanencia en la capital italiana, ejerció como vicerrector del Collegio Teutonico di Santa Maria dell'Anima .
Posteriormente cursó estudios en la Pontificia Academia Eclesiástica, y en 2013 se incorporó al servicio diplomático de la Santa Sede, siendo elevado más tarde al rango de Monseñor.
Hansen desempeñó funciones diplomáticas en la Nunciatura Apostólica en Honduras en Tegucigalpa, Honduras, en la Misión Permanente de la Santa Sede como observador ante organismos internacionales en Viena, así como en la Misión Permanente de la Santa Sede ante las Naciones Unidas en Nueva York.
Finalizado su servicio diplomático en Nueva York, ingresó a la Sociedad de Sacerdotes de San Sulpicio el 22 de julio de 2022.  Esta congregación, fundada en 1642, se dedica principalmente a la formación sacerdotal y a la dirección de seminarios.
Hansen ejerce como profesor en el Seminario y Universidad de St. Mary en Baltimore, impartiendo cursos de Derecho Canónico y Eclesiología.

## Ministerio Episcopal
El 1 de noviembre de 2024, el Papa Francisco designó a Hansen como obispo coadjutor de Oslo.  Su consagración episcopal se celebró el 18 de enero de 2025 en la Catedral de San Olav, presidida por el Cardenal Pietro Parolin.
El 16 de julio de 2025, el Papa León XIV aceptó la renuncia del obispo de Oslo, Bernt Ivar Eidsvig, lo que llevó a Hansen a sucederlo automáticamente como obispo de Oslo.